# Протестантизм в Колумбии

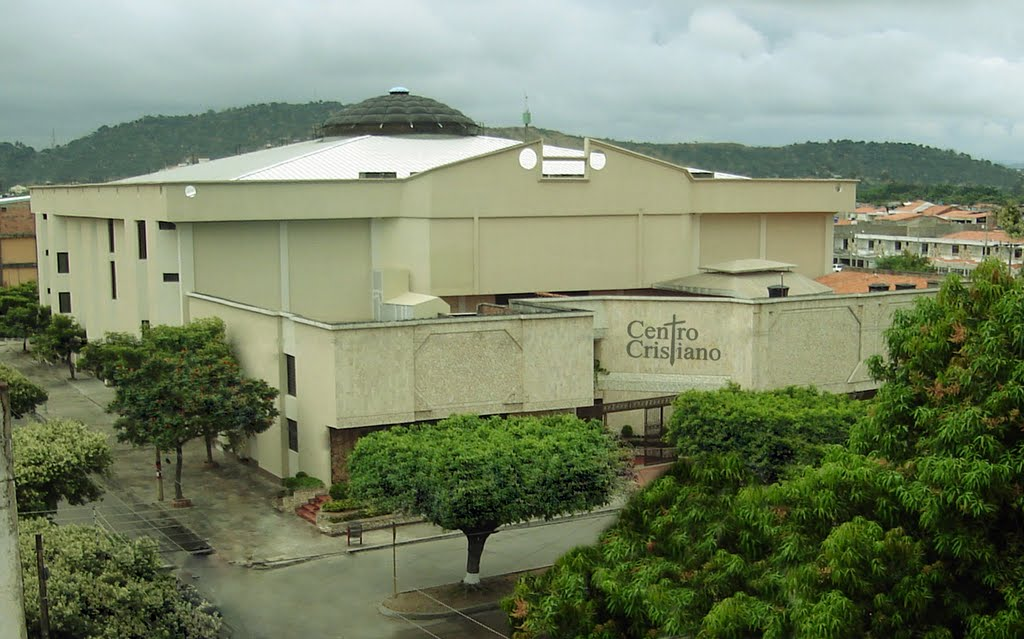
Пятидесятнический храм в Кукута

Протестантизм в Колумбии — одно из направлений христианства в стране. По данным исследовательского центра Pew Research Center в 2010 году в Колумбии проживало 4,64 млн протестантов, которые составляли 10 % населения этой страны. Другое исследование того же центра называет цифру 13 % населения. Существуют и более крупные оценки; по данным Колумбийского евангельского совета протестантами являются 15 % жителей страны, по данным Папского Ксаверианского университета — 16,7 % (2013 год). Всего в Колумбии действуют 146 протестантских церквей, объединяющих более 18 тыс. приходов.
По этнической принадлежности большинство протестантов в этой стране — колумбийцы. Протестантами также является значительное число живущих в стране американцев, немцев и англичан. Протестантские миссионеры добились значительных успехов в евангелизации ряда местных народов. Так, протестантами являются свыше половины христиан гуамбиано, эмбера, пуйнаве, кубео, тунебо, пиапоко, юкпа, куна, корегуахе и свыше трети паэс, гуахибо, мыныка уитото, гуаяберо, андоке.
В ходе опросов 74 % колумбийских протестантов заявили, что выросли в католических семьях и позже перешли в протестантизм. Также, опросы показывают высокий уровень религиозности протестантов Колумбии: 73 % из них еженедельно посещают воскресное богослужение; 68 % еженедельно читают Библию; 86 % ежедневно молятся (для католиков эти цифры соответственно равны 49 %, 28 % и 73 %.

## Исторический обзор

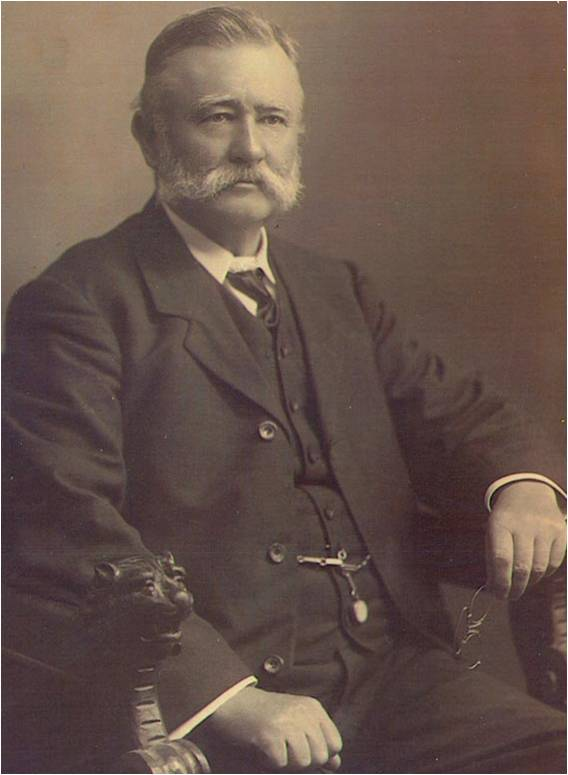
Джеймс Томпсон (1788—1854), один из первых протестантских миссионеров в Колумбии

Первыми протестантами на территории современной Колумбии были английские пуритане, поселившиеся в 1629 году на незаселённых островах архипелага Сан-Андрес-и-Провиденсия. Эти острова оставались под британским контролем вплоть до 1783 года, когда, согласно Версальскому договору они перешли Испании. Однако и после передачи островов их населяли белые протестанты, к которым вскоре присоединились беглые рабы. В 1844 году в городе Сан-Андреас американские баптисты основали церковь «Эммануил»; чуть позже служение на архипелаге поддержали баптисты с Ямайки.
Одним из первых протестантских миссионеров на материковой части Колумбии был шотландский баптист Джеймс Томпсон, представлявший в Латинской Америке Британское и зарубежное библейское общество. Томпсон посетил Колумбию в 1824 году. В дальнейшем библейское общество осуществило ряд других малоуспешных попыток установить в стране своё представительство.
Первым постоянным протестантским миссионером в Колумбии был пресвитерианин Генри Баррингтон Пратт, поселившийся в Боготе в 1856 году. В течение последующих десятилетий американские пресвитериане оставались единственной протестантской конфессией в стране; им удалось создать ряд образовательных и медицинских учреждений. В 1937 году Пресвитерианская церковь Колумбии основала первый синод, в 1959 году церковь стала полностью независимой.
Ряд малоуспешных попыток закрепиться в стране предпринимали Адвентисты седьмого дня. Однако, лишь Максу Труммеру, который прибыл в Колумбию в 1921 году удалось организовать первую адвентистскую общину в Боготе в 1923 году.

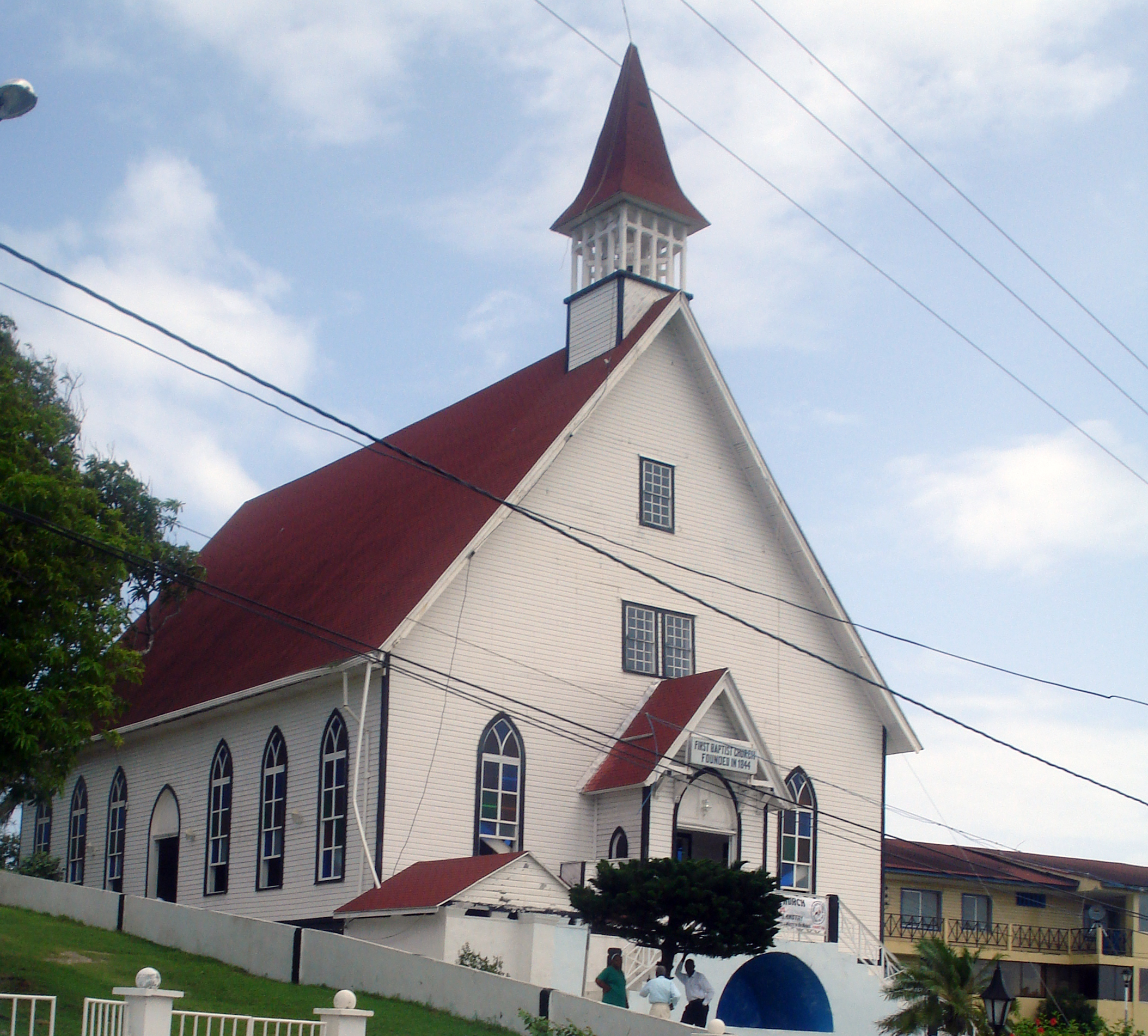
Первая баптистская церковь, построенная в 1844 году

В 1923 году в Картахене и Санта-Марте были основаны первые англиканские общины Протестантской епископальной церкви. В том же году в Колумбии появились проповедники Христианского и миссионерского альянса. В 1936 году в Бояка начали миссию лютеране.
С приходом к власти либерального правительства в 1930 году протестанты получили значительные свободы. В стране открывались протестантские школы и больницы, строились храмы. Однако с началом гражданской войны («Ла Виоленсия») положение протестантов заметно ухудшилось. Несмотря на преследования со стороны правительства и Католической церкви, протестантизм широко распространился, особенно в городах Колумбии и среди коренных народов. Окончание конфликта в 1958 году лишь ускорило рост протестантских общин.
Середина XX века характеризуются появлением и распространение в Колумбии пятидесятничества. Первые пятидесятники, связанные с Ассамблеями Бога, появились в Колумбии в 1932 году. В 1936 году в Колумбию прибыл миссионер из Канады датского происхождения Вернер Ларсен, представлявший Пятидесятнические ассамблеи Иисуса Христа (впоследствии в 1945 году эта деноминация вошла в состав Объединённой пятидесятнической церкви). Созданная Ларсеном Объединённая пятидесятническая церковь вскоре стала крупнейшей не католической церковью Колумбии. (В 1970 году большинство общин порвали связь со штаб-квартирой в США и создали независимую Объединённую пятидесятническую церковь). В 1938 году пятидесятнические миссионеры из Англии стали у истока движения, которое впоследствии присоединилось к Церкви четырёхстороннего евангелия (1942).
Первая баптистская церковь на материковой части Колумбии была открыта в 1942 году в Барранкилье миссионерами Южной баптистской конвенции. В 1949 году была учреждена Колумбийско-венесуэльская конвенция баптистских церквей, однако уже в 1952 году была сформирована отдельная Колумбийская баптистская деноминация.
Также в 1940-х годах в стране появились квакеры и меннониты. Позже в страну проникли назаряне (1976), Армия Спасения (1985), методисты (1989).

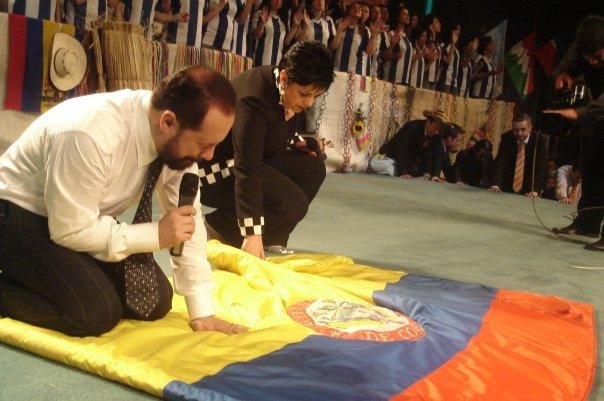
Молитва в неопятидесятнической церкви

Во второй половине XX века пятидесятническое движение расширялось как за счёт служения в Колумбии иностранных миссионеров, так и за счёт создания в стране поместных национальных пятидесятнических и неопятидесятнических движений. С 1954 года в Колумбии действует Церковь Бога; в 1970 году от неё отделилась группа, позднее вошедшая в Церковь Бога пророчеств. В 1956 году в стране была создана пятидесятническая в вероучении Панамериканская миссия; в 1968 году от неё откололась церковь «Тело Христа». Миссионерский центр «Вифезда» был создан в 1975 Энрико Гомесом Монтеалегре. В том же году Силвио Барахона основал Христианский церковный крусейд. Наконец, в 1983 году Чезар Кастеланос Домингес основал Международную харизматическую миссию. К началу 1980-х годов в Колумбии насчитывалось 207 тыс. пятидесятников.
По оценкам, в 1940 году в Колумбии проживало 7 тыс. протестантов; в 1950 — 31 тыс., в 1960 — ок. 100 тыс. в 1970 — ок. 250 тыс. В 1990 году численность колумбийских протестантов превысила 1 млн человек.

### Харизматическое движение
В октябре 1967 года реформатский пастор Гарольд Бредесен вместе с экуменической командой американских харизматов провёл в Боготе ряд богослужений. Во время этого визита пятидесятнический опыт крещения Святым Духом пережил монах Рафаэль Гарсия Эррерос (1909—1992), ставший у истоков мощного харизматического движения внутри Католической церкви. Попытки католической иерархии взять движение под свой контроль привели к тому, что в 1970-х годах значительное число прихожан вышли из католической церкви и перешли в молодые неопятидесятнические организации. Несмотря на это, движение харизматического обновления продолжилось. К 2009 году число харизматов в Колумбии достигло 12,8 млн человек; по этому показателю Колумбия стоит на пятом месте в мире, уступая лишь Бразилии, США, Филиппинам и Нигерии.

## Современное состояние

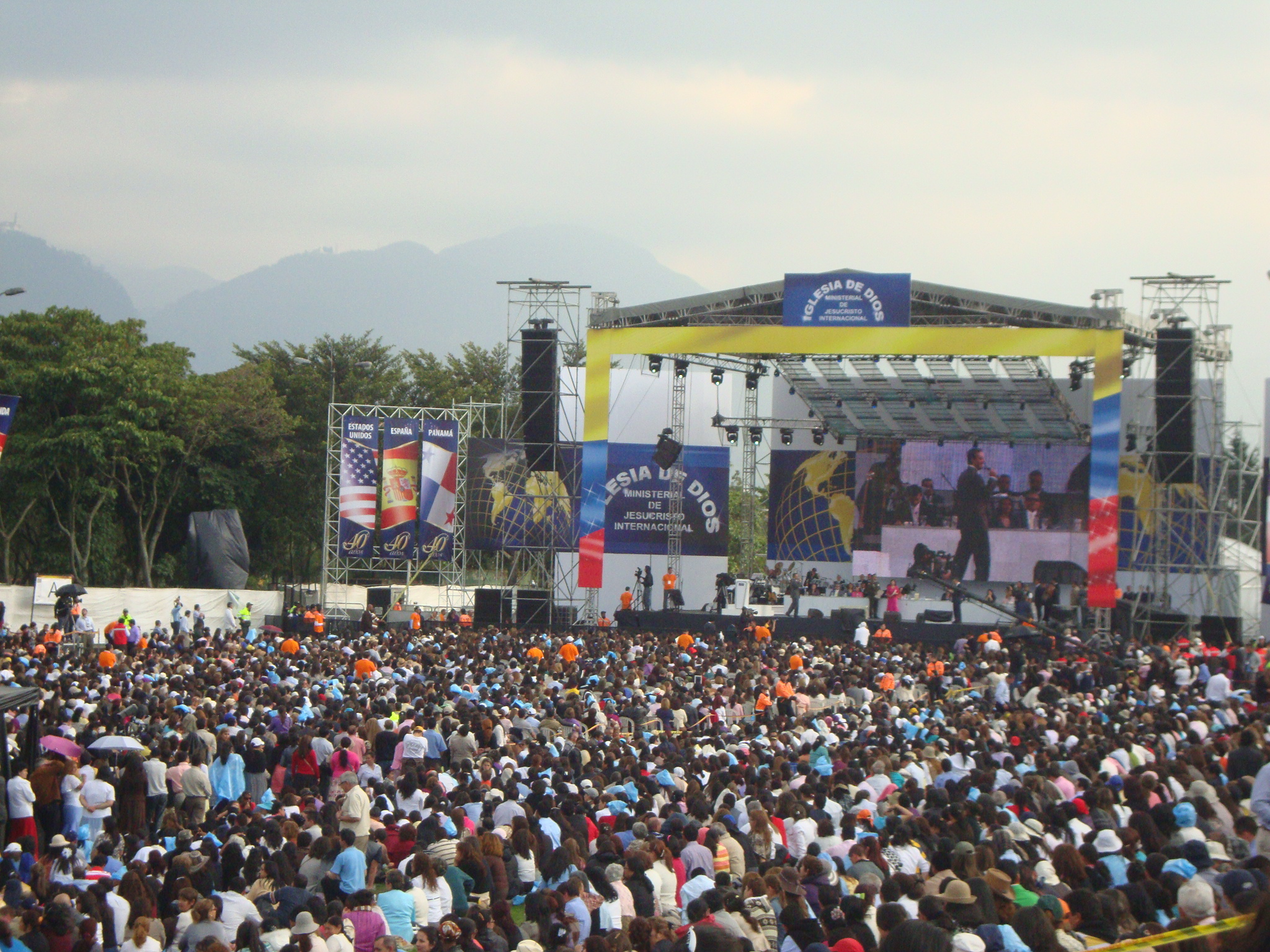
Богослужение пятидесятников

Почти половина колумбийских протестантов (47 % или ок. 2,9 млн) — пятидесятники. В 2012 году римский папа Бенедикт XVI в специальном заявлении высказал обеспокоенность ростом пятидесятнических церквей в этой стране. Однако президент Колумбии Урибе Велес признал положительную роль пятидесятников в преобразовании страны.
Крупнейшей пятидесятнической церковью Колумбии является Объединенная пятидесятническая церковь Колумбии. Независимая церковь насчитывает 482 тыс. человек и 2,1 тыс. приходов. Ассамблеи Бога объединяют 400 тыс. прихожан в 1,2 тыс. общинах). Международная харизматическая миссия насчитывает 185 тыс. последователей. Определённых успехов добилась Церковь четырёхстороннего евангелия (130 тыс. верующих в 306 церквах). Помимо вышеперечисленных в стране действуют Ассоциация межамериканских церквей (95 тыс.), Христианский церковный крусейд (73 тыс.), Панамериканская миссия (63 тыс.), Миссионерский центр «Вифезда» (28 тыс.), Пятидесятническая церковь Бога (11 тыс. крещённых членов), Церковь Бога (6,6 тыс.), Церковь Бога пророчеств (1 тыс.). Активную миссионерскую деятельность в стране ведёт Всемирная церковь «Царство Божие». В Колумбии также действуют пятидесятники-единственники из Объединённой пятидесятнического церкви (25 тыс. крещённых членов), Ассамблей Господа Иисуса Христа и пятидесятники-субботники из церкви Воинов креста Христова.

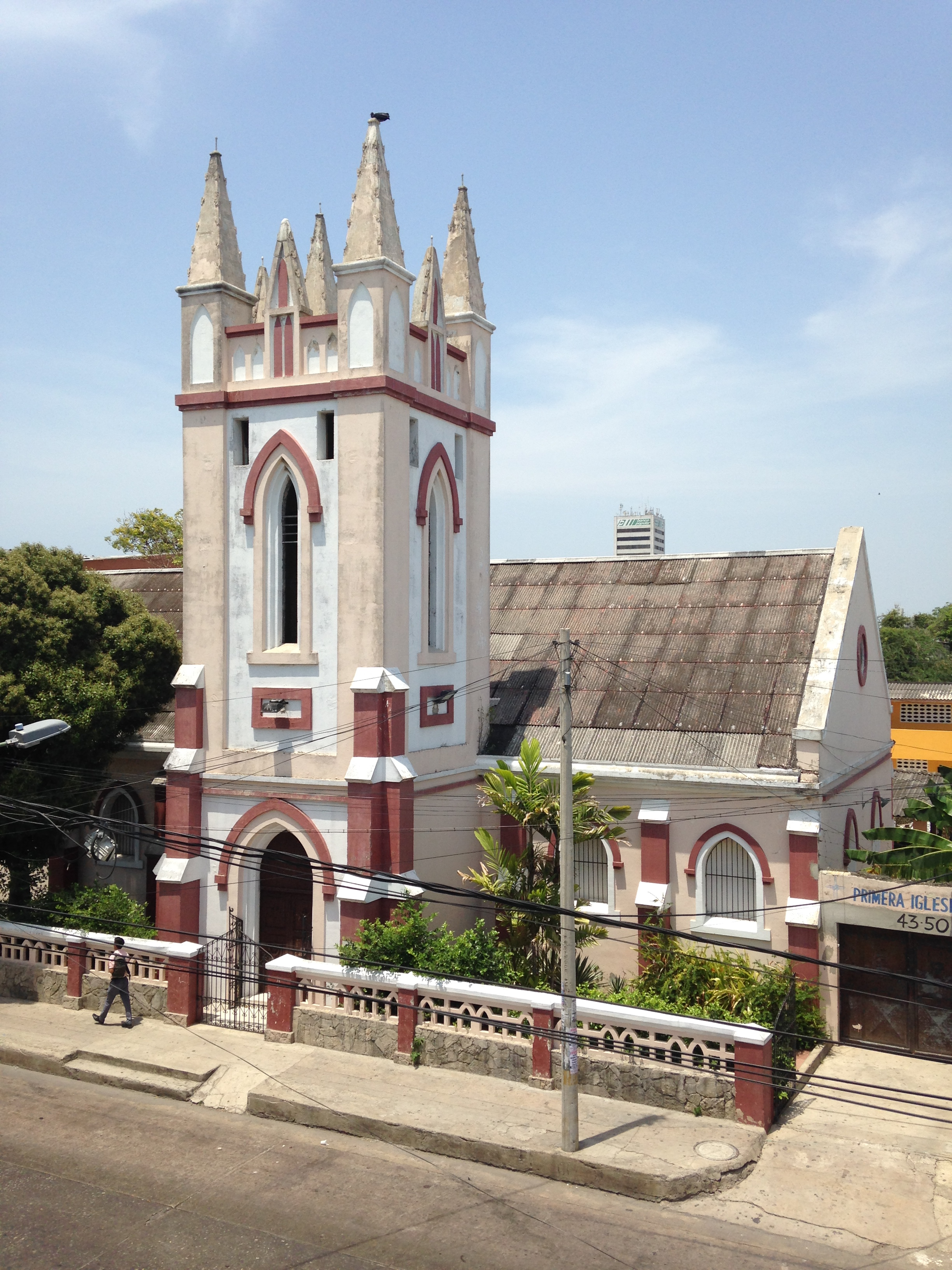
Пресвитерианская церковь в Барранкилье

Помимо пятидесятнических церквей в стране действует значительное число других протестантских конфессий. В первую очередь это многочисленные евангелические движения, такие как основанные Рикардо Родригесом Новозаветние домашние церкви (195 тыс.), движение «Возрождение» (115 тыс.), Карибская ассоциация евангельских церквей (72 тыс.) и др. К данной группе церквей примыкают организации из движения святости — Церковь Назарянина (21 тыс.), Христианский и миссионерский альянс (40,5 тыс.), Армия Спасения, Свободная методистская церковь и Церковь Бога (Андерсон, Индиана).
Церковь адвентистов седьмого дня открыла в стране 1145 общин членами которых являются 263 тыс. верующих. В Колумбии также имеются весьма малочисленные адвентисты-реформисты, Церковь Бога седьмого дня и Всемирная церковь Бога.
Баптисты Колумбии (57 тыс.) представлены в первую очередь Колумбийской баптистской деноминацией (135 церквей и 17 тыс. крещённых членов). В стране также действуют малочисленные Братство баптистских библейских церквей, Ассоциация евангельских баптистских церквей и Федерация независимых фундаменталистских баптистских церквей Колумбии.

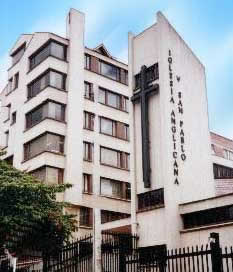
Англиканский кафедральный собор св. Павла в Боготе

Церкви пресвитерианской и реформаторской традиции объединяют 30 тыс. верующих (2005 год). В первую очередь это Пресвитерианская церковь Колумбии (12 тыс.). В стране также действуют
Камберлендская пресвитерианская церковь Колумбии (4,3 тыс.) и основанная корейскими миссионерами Евангельская реформаторская церковь Колумбии.
Англикане (8 тыс.) представлены Епископальной церковью, Англиканской католической церковью и Англиканской ортодоксальной церковью. Большинство лютеран (2,5 тыс.) сосредоточены в Евангелическо-лютеранской церкви Колумбии. Методистская церковь Колумбии также относительно немногочисленна (1,3 тыс.). Три различные меннонитские организации объединяют 67 общин и 2,8 тыс. крещённых членов церкви (2012). В Колумбии также действует очень маленькая община квакеров (20 человек).
Среди других конфессий следует назвать плимутских братьев (11 тыс.), реставрационистов из Церкви Христа, Новоапостольскую церковь и вальденсов.

### Преследования протестантов
Несмотря на то, что Римско-католическая церковь де-факто сохраняет привилегированное положение в Колумбии, правительство страны в целом соблюдает права протестантских церквей. Однако протестанты стали мишенью для леворадикальных военизированных группировок, видящих в протестантах «агентов США». Так, по данным Колумбийского евангельского совета за десятилетие 1993—2003 годов в стране были убиты 133 евангельских пастора. В 90 % случаев убийцами выступали боевики из повстанческой организации ФАРК. Церкви, служащие на территориях подконтрольных ФАРК, вынуждены платить «военный налог».